# Paphiopedilum philippinense
Lan hài Phi (danh pháp hai phần: Paphiopedilum philippinense) là một loài lan thuộc Chi Lan hài, Họ Lan. Loài này sinh sống ở Philipin đến Borneo. 

## Hình ảnh

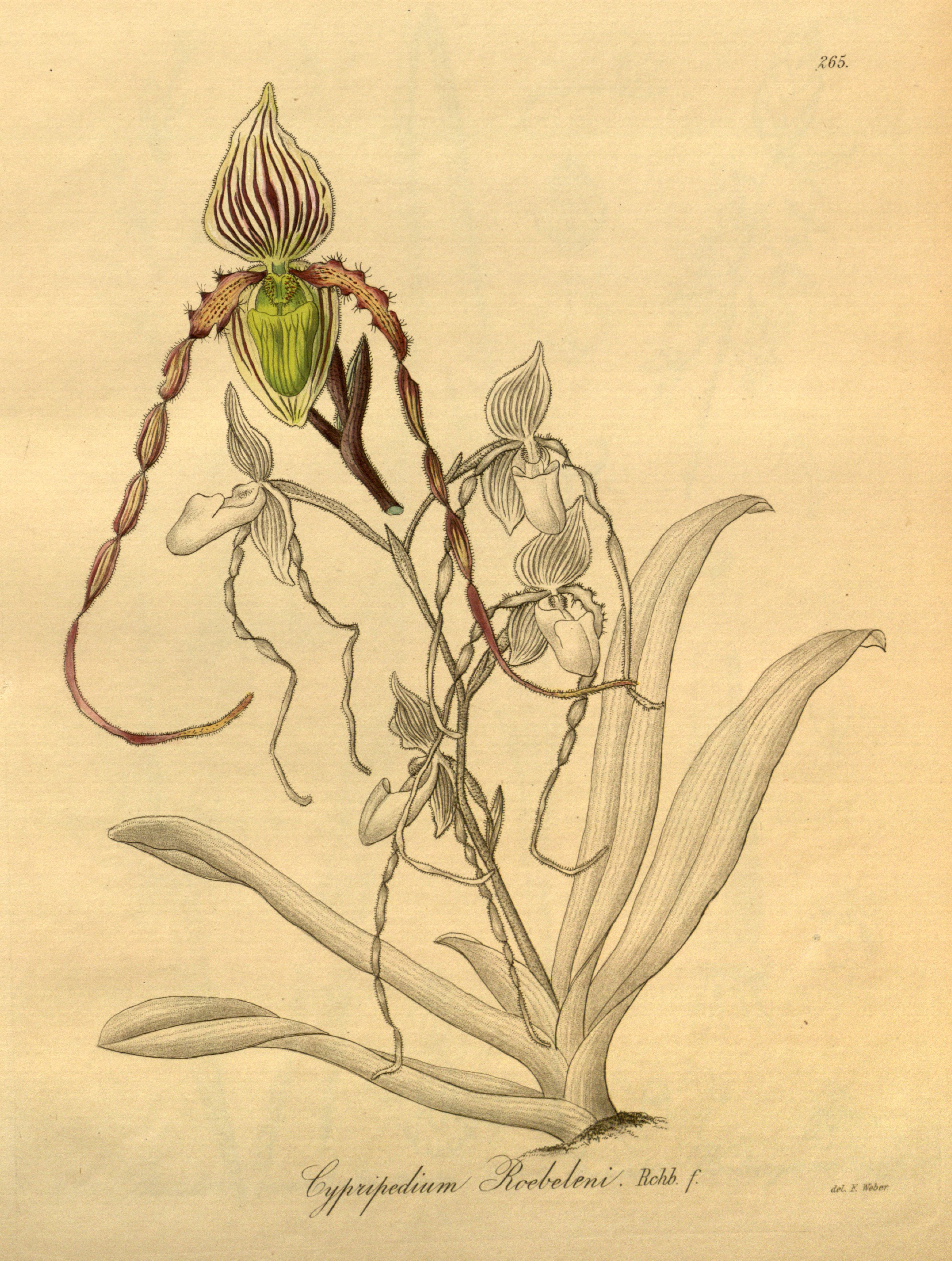
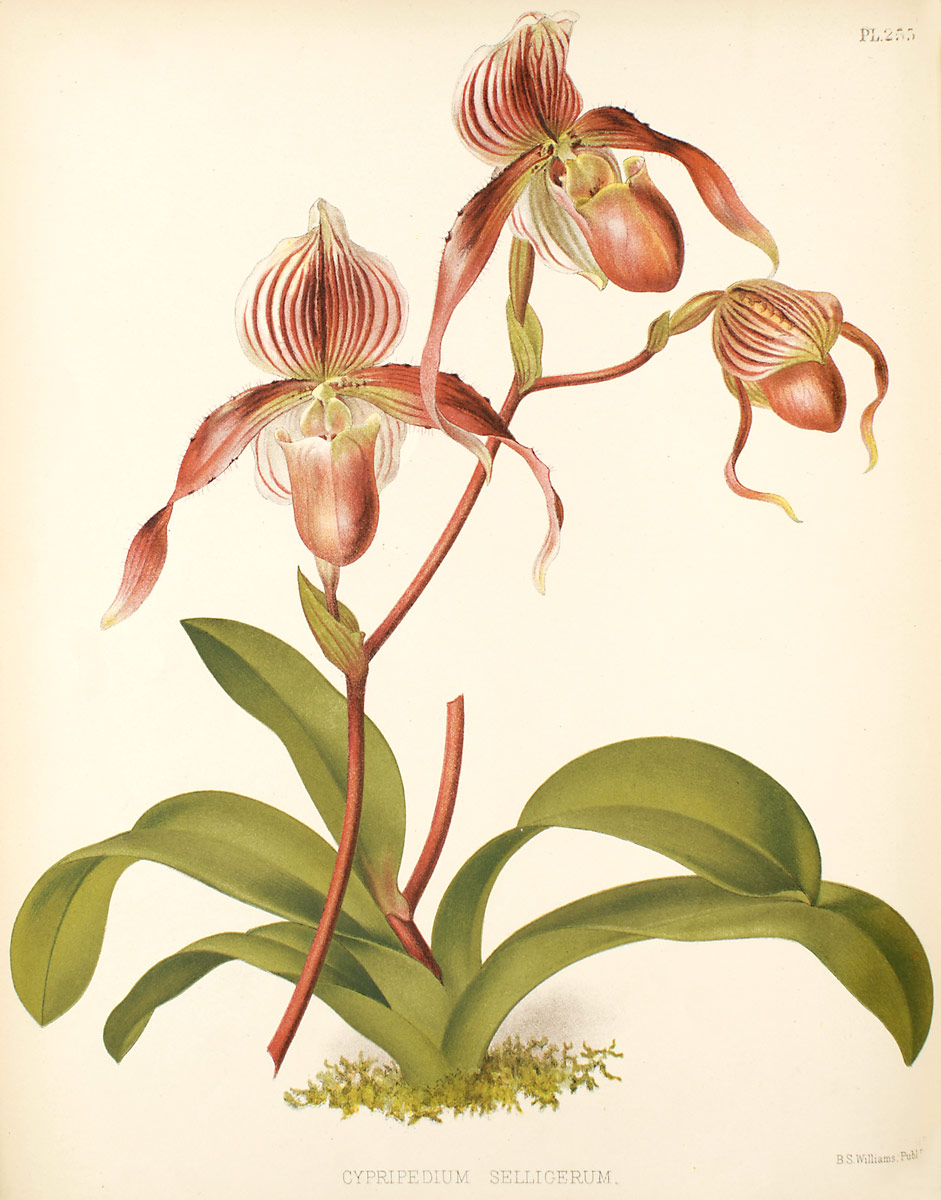
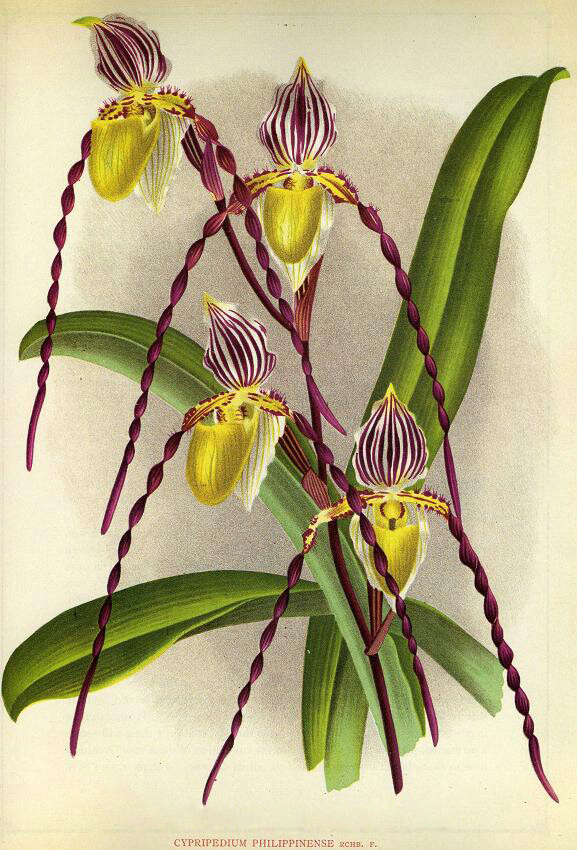
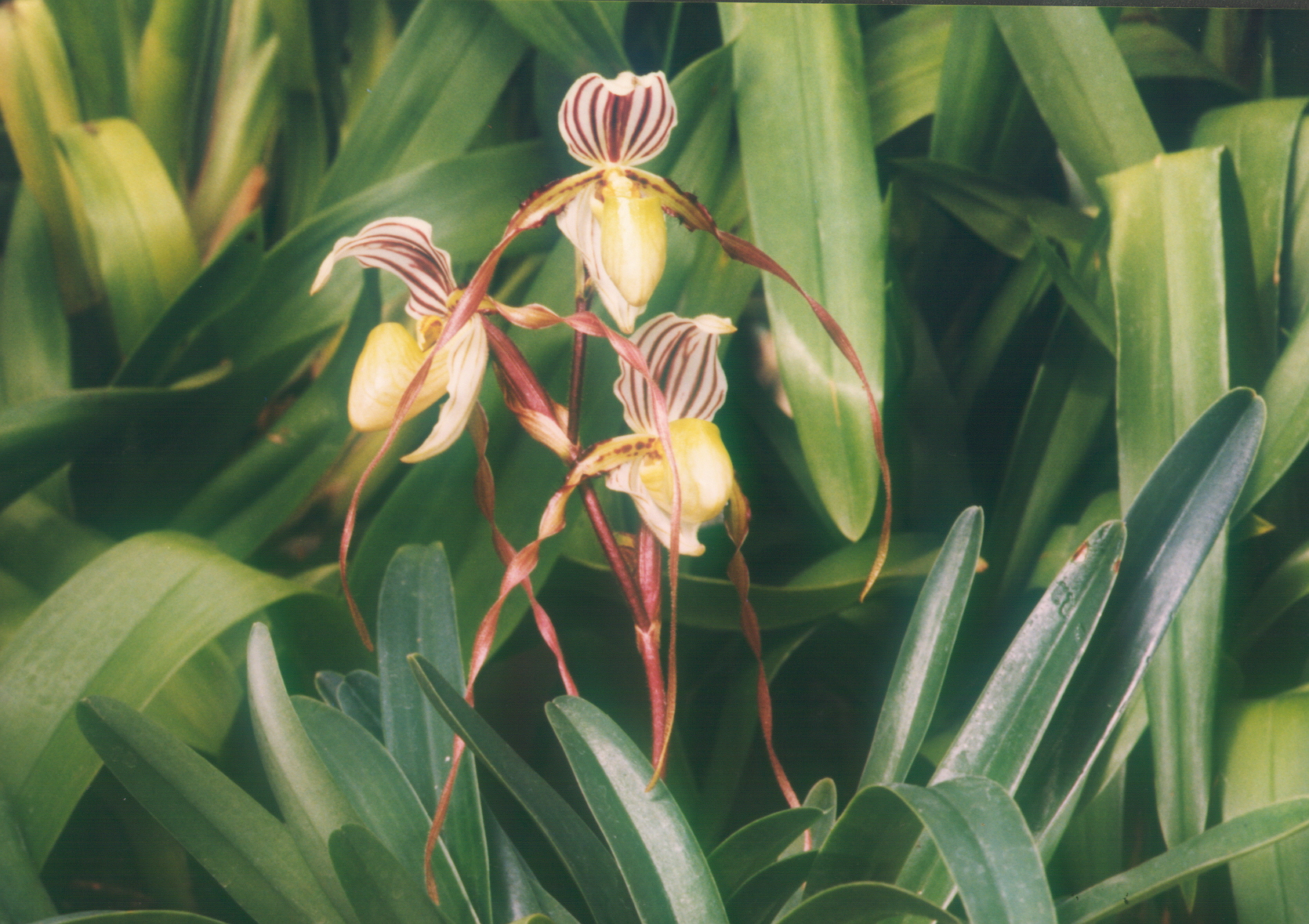